# Liolaemus calchaqui
Espèce
Statut de conservation UICN

 LC  : Préoccupation mineure
Liolaemus calchaqui est une espèce de sauriens de la famille des Liolaemidae.

## Répartition
Cette espèce est endémique des provinces de Tucumán et de Salta en Argentine. On la trouve entre 3 200 et 3 600 m d'altitude. Elle vit dans la puna.

## Description
C'est un saurien ovipare.

## Publication originale
- Lobo & Kretzschmar, 1996 : Description of a new species of Liolaemus (Iguania: Tropiduridae) from Tucuman Province, Argentina. Neotrópica, vol. 42, no 107-108, p. 33-40.